# Хантерсвил (Северна Каролина)
Хантерсвил (енгл. Huntersville) град је у америчкој савезној држави Северна Каролина.

## Демографија
По попису из 2010. године број становника је 46.773, што је 21.813 (87,4%) становника више него 2000. године.
| Група             | 2000.          | 2010.          |
| Белци             | 21.497 (86,1%) | 36.791 (78,7%) |
| Афроамериканци    | 1.865 (7,5%)   | 4.404 (9,4%)   |
| Азијати           | 374 (1,5%)     | 1.250 (2,7%)   |
| Хиспаноамериканци | 968 (3,9%)     | 3.441 (7,4%)   |
| Укупно            | 24.960         | 46.773         |